# Andy Hamilton (Dartspieler)
Andrew „Andy“ Hamilton (* 16. März 1967 in Stoke-on-Trent) ist ein englischer Dartspieler. Sein Spitzname lautet The Hammer, darum ist seine Einlaufmusik „U Can’t Touch This“ von MC Hammer.

## Werdegang
Hamilton begann im Alter von 16 Jahren mit dem Dartspielen. Nachdem die Erfolge ausgeblieben waren, legte er eine Pause von 20 Jahren ein. Sein erstes TV-Match bestritt er bei den UK Open 2004, bei denen er bereits in der ersten Runde Eddie Lovely mit 2:5 unterlag und ausschied.
In den folgenden Jahren erreichte er mehrfach Halbfinals und Finals von PDC-Major-Turnieren, konnte aber bisher keines davon gewinnen. Turniersiege gelangen ihm hingegen bei PDC Pro Turnieren wie z. B. bei der Antwerp Open 2008. Bei den PDC World Darts Championship 2012 gelang ihm der bisher größte Erfolg seiner Karriere: er stand im Finale gegen den ebenfalls aus Stoke-on-Trent stammenden Adrian Lewis. Allerdings unterlag er Lewis klar mit 3:7.

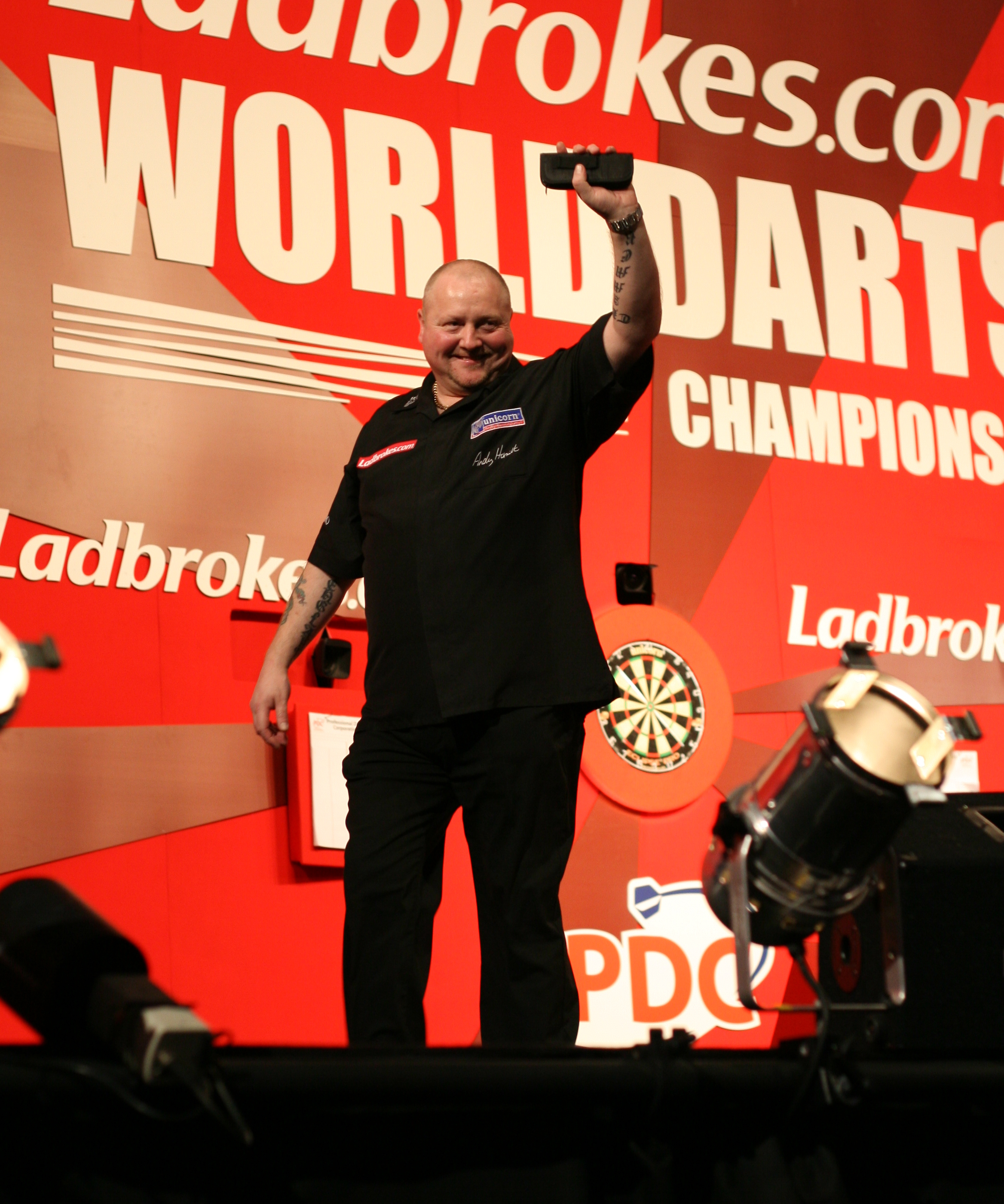
Andy Hamilton (2007)

Hamiltons Abschneiden bei der PDC World Darts Championship 2012 brachte ihm eine Wildcard für die 15 Spieltage umfassende Premier League Darts 2012 ein, bei der er erstmals teilnahm um sich mit sieben weiteren Topspielern zu messen.
Bei der PDC World Darts Championship 2015 schied Hamilton überraschend deutlich mit 0:4 Sätzen im Achtelfinale gegen den Schotten Peter Wright aus.
Aufgrund derselben Heimatstadt trainierte Hamilton anfänglich mit dem mehrfachen Weltmeister Phil Taylor. Aktuell ist sein regelmäßiger Trainingspartner Colin Osborne.
Nachdem er zu Beginn des Jahres 2018 seine Tour Card der PDC verloren hatte, wechselte er zur BDO. In einem Qualifikationsturnier konnte er sich für die BDO World Darts Championship 2019 qualifizieren. Dort verlor er gegen David Cameron bereits in der Vorrunde. Im darauffolgenden Jahr gelang ihm der Einzug ins Achtelfinale, in welchem er gegen den späteren Weltmeister Wayne Warren verlor. Bei der UK Q-School kurz darauf gelang erneut das Erspielen der Tour Card für die kommenden zwei Jahre.
Bei der PDC Qualifying School 2022 ging Hamilton erneut an den Start und startete dabei in der Final Stage, blieb jedoch am Ende wieder ohne Tour Card. Er nahm daraufhin an der Challenge Tour teil, wo er beim letzten Turnier einen Turniersieg erringen konnte. An der Q-School 2023 nahm Hamilton ebenfalls teil, wobei er sich am zweiten Tag per Tagessieg für die Final Stage qualifizierte. In dieser erspielte er sich fünf Punkte für die Rangliste, was jedoch nicht reichte, um sich für die Tour Card zu qualifizieren.
Auf der PDC Challenge Tour 2023 kam Hamilton daraufhin nicht weiter als unter die letzten 32. Auch auf der World Seniors Darts Tour blieben die Erfolge eher aus, sodass er im Januar 2024 erneut an der Q-School teilnahm. Auch in diesem Jahr schaffte er es dabei an Tag zwei auf direktem Wege in die Final Stage. Aufgrund einer gleichzeitigen Teilnahme an der Modus Super Series spielte Hamilton allerdings nur den letzten Tag der Final Stage, bei dem er zwar ein Spiel gewann, die Tour Card aber dadurch klar verfehlte.
Hamilton war daraufhin bei der World Seniors Darts Championship 2024 mit dabei. Er erhielt in der ersten Runde ein Freilos und besiegte in der zweiten Runde als erster Spieler überhaupt Robert Thornton bei einer Senioren-WM mit 3:2. Dafür verlor er im Viertelfinale gegen den neuen Titelträger John Henderson mit 1:3. Nachdem er sich über einen Qualifier zum Champion of Champions gespielt hatte, erreichte er bei diesem nach Siegen über John Henderson und Richard-Eirig Rowlands das Finale. In diesem unterlag er jedoch Richie Howson mit 10:13 in Legs. Ansonsten war Hamilton in diesem Jahr auch auf der Challenge Tour wieder aktiv und erreichte zweimal das Viertelfinale. Er beendete die Order of Merit auf Rang 53.
Bei der Q.School 2025 startete Hamilton in der First Stage. Er gewann dabei insgesamt vier Spiele und holte drei Punkte, was jedoch knapp nicht für die Final Stage ausreichte.

## Turnierergebnisse
| Turnier                                    | 2004                           | 2005                           | 2006                           | 2007                           | 2008                           | 2009                           | 2010                           | 2011                           | 2012                           | 2013                           | 2014                           | 2015                           | 2016                           | 2017                           | 2018               | 2019               | 2020               | 2021               | ......             | 2024               |
| ------------------------------------------ | ------------------------------ | ------------------------------ | ------------------------------ | ------------------------------ | ------------------------------ | ------------------------------ | ------------------------------ | ------------------------------ | ------------------------------ | ------------------------------ | ------------------------------ | ------------------------------ | ------------------------------ | ------------------------------ | ------------------ | ------------------ | ------------------ | ------------------ | ------------------ | ------------------ |
| BDO/WDF-Major-Turniere                     |                                |                                |                                |                                |                                |                                |                                |                                |                                |                                |                                |                                |                                |                                |                    |                    |                    |                    |                    |                    |
| Weltmeisterschaft                          | nicht teilgenommen             | nicht teilgenommen             | nicht teilgenommen             | nicht teilgenommen             | nicht teilgenommen             | nicht teilgenommen             | nicht teilgenommen             | nicht teilgenommen             | nicht teilgenommen             | nicht teilgenommen             | nicht teilgenommen             | nicht teilgenommen             | nicht teilgenommen             | nicht teilgenommen             | nicht teilgenommen | VR                 | AF                 | n/a                | n/t                | n/t                |
| World Masters                              | nicht teilgenommen             | nicht teilgenommen             | nicht teilgenommen             | nicht teilgenommen             | nicht teilgenommen             | nicht teilgenommen             | nicht teilgenommen             | nicht teilgenommen             | nicht teilgenommen             | nicht teilgenommen             | nicht teilgenommen             | nicht teilgenommen             | nicht teilgenommen             | nicht teilgenommen             | R2                 | R3                 | n/a                | n/a                | n/t                | n/t                |
| World Trophy                               | n/t                            | n/t                            | n/t                            | HF                             | nicht ausgetragen              | nicht ausgetragen              | nicht ausgetragen              | nicht ausgetragen              | nicht ausgetragen              | nicht ausgetragen              | nicht teilgenommen             | nicht teilgenommen             | nicht teilgenommen             | nicht teilgenommen             | n/q                | AF                 | nicht ausgetragen  | nicht ausgetragen  | nicht ausgetragen  | nicht ausgetragen  |
| Finder Masters                             | n/t                            | n/t                            | n/a                            | nicht teilgenommen             | nicht teilgenommen             | nicht teilgenommen             | nicht teilgenommen             | nicht teilgenommen             | nicht teilgenommen             | nicht teilgenommen             | nicht teilgenommen             | nicht teilgenommen             | nicht teilgenommen             | nicht teilgenommen             | GP                 | nicht ausgetragen  | nicht ausgetragen  | nicht ausgetragen  | nicht ausgetragen  | nicht ausgetragen  |
| International League                       | n/t                            | n/t                            | n/t                            | GP                             | nicht ausgetragen              | nicht ausgetragen              | nicht ausgetragen              | nicht ausgetragen              | nicht ausgetragen              | nicht ausgetragen              | nicht ausgetragen              | nicht ausgetragen              | nicht ausgetragen              | nicht ausgetragen              | nicht ausgetragen  | nicht ausgetragen  | nicht ausgetragen  | nicht ausgetragen  | nicht ausgetragen  | nicht ausgetragen  |
| PDC-Ranking-Turniere                       |                                |                                |                                |                                |                                |                                |                                |                                |                                |                                |                                |                                |                                |                                |                    |                    |                    |                    |                    |                    |
| Weltmeisterschaft                          | n/t                            | VF                             | R3                             | HF                             | R2                             | AF                             | AF                             | R2                             | F                              | VF                             | R2                             | AF                             | R1                             | n/q                            | n/q                | n/t                | n/t                | R1                 | n/q                | n/q                |
| UK Open                                    | R1                             | R5                             | R4                             | R4                             | AF                             | R4                             | VF                             | R3                             | R4                             | F                              | R4                             | R4                             | R3                             | n/q                            | R2                 | n/q                | R2                 | R4                 | n/q                | n/q                |
| Las Vegas Desert Classic                   | n/q                            | R1                             | VF                             | R1                             | VF                             | AF                             | nicht ausgetragen              | nicht ausgetragen              | nicht ausgetragen              | nicht ausgetragen              | nicht ausgetragen              | nicht ausgetragen              | nicht ausgetragen              | nicht ausgetragen              | nicht ausgetragen  | nicht ausgetragen  | nicht ausgetragen  | nicht ausgetragen  | nicht ausgetragen  | nicht ausgetragen  |
| World Matchplay                            | n/q                            | n/q                            | HF                             | AF                             | R1                             | R1                             | R1                             | HF                             | VF                             | VF                             | AF                             | AF                             | n/q                            | n/q                            | n/t                | nicht qualifiziert | nicht qualifiziert | nicht qualifiziert | nicht qualifiziert | nicht qualifiziert |
| World Grand Prix                           | nicht qualifiziert             | nicht qualifiziert             | nicht qualifiziert             | R1                             | VF                             | HF                             | VF                             | R1                             | VF                             | VF                             | R1                             | nicht qualifiziert             | nicht qualifiziert             | nicht qualifiziert             | n/t                | nicht qualifiziert | nicht qualifiziert | nicht qualifiziert | nicht qualifiziert | nicht qualifiziert |
| European Championship                      | nicht qualifiziert             | nicht qualifiziert             | nicht qualifiziert             | nicht qualifiziert             | R1                             | AF                             | R1                             | R1                             | VF                             | VF                             | R1                             | nicht qualifiziert             | nicht qualifiziert             | nicht qualifiziert             | n/t                | n/q                | R1                 | nicht qualifiziert | nicht qualifiziert | nicht qualifiziert |
| Players Championship Finals                | nicht ausgetragen              | nicht ausgetragen              | nicht ausgetragen              | nicht ausgetragen              | nicht ausgetragen              | AF                             | AF                             | R1                             | VF                             | HF                             | R1                             | n/q                            | R1                             | n/q                            | n/t                | nicht qualifiziert | nicht qualifiziert | nicht qualifiziert | nicht qualifiziert | nicht qualifiziert |
| PDC-Turniere ohne Einfluss auf das Ranking |                                |                                |                                |                                |                                |                                |                                |                                |                                |                                |                                |                                |                                |                                |                    |                    |                    |                    |                    |                    |
| The Masters                                | nicht ausgetragen              | nicht ausgetragen              | nicht ausgetragen              | nicht ausgetragen              | nicht ausgetragen              | nicht ausgetragen              | nicht ausgetragen              | nicht ausgetragen              | nicht ausgetragen              | AF                             | AF                             | AF                             | nicht qualifiziert             | nicht qualifiziert             | nicht qualifiziert | n/t                | nicht qualifiziert | nicht qualifiziert | nicht qualifiziert | nicht qualifiziert |
| US Open                                    | n/a                            | n/a                            | HF                             | R1                             | nicht ausgetragen              | nicht ausgetragen              | nicht ausgetragen              | nicht ausgetragen              | nicht ausgetragen              | nicht ausgetragen              | nicht ausgetragen              | nicht ausgetragen              | nicht ausgetragen              | nicht ausgetragen              | nicht ausgetragen  | nicht ausgetragen  | nicht ausgetragen  | nicht ausgetragen  | nicht ausgetragen  | nicht ausgetragen  |
| Premier League Darts                       | n/a                            | nicht eingeladen               | nicht eingeladen               | nicht eingeladen               | nicht eingeladen               | nicht eingeladen               | nicht eingeladen               | nicht eingeladen               | HF                             | 7.                             | nicht eingeladen               | nicht eingeladen               | nicht eingeladen               | nicht eingeladen               | nicht eingeladen   | nicht eingeladen   | nicht eingeladen   | nicht eingeladen   | nicht eingeladen   | nicht eingeladen   |
| Championship League Darts                  | nicht ausgetragen              | nicht ausgetragen              | nicht ausgetragen              | nicht ausgetragen              | R2                             | R1                             | R1                             | R1                             | R1                             | R2                             | nicht ausgetragen              | nicht ausgetragen              | nicht ausgetragen              | nicht ausgetragen              | nicht ausgetragen  | nicht ausgetragen  | nicht ausgetragen  | nicht ausgetragen  | nicht ausgetragen  | nicht ausgetragen  |
| Grand Slam of Darts                        | nicht ausgetragen              | nicht ausgetragen              | nicht ausgetragen              | F                              | AF                             | GP                             | n/q                            | HF                             | AF                             | GP                             | nicht qualifiziert             | nicht qualifiziert             | nicht qualifiziert             | nicht qualifiziert             | nicht qualifiziert | nicht qualifiziert | nicht qualifiziert | nicht qualifiziert | nicht qualifiziert | nicht qualifiziert |
| WSDT-Major-Turniere (Senioren-Tour)        |                                |                                |                                |                                |                                |                                |                                |                                |                                |                                |                                |                                |                                |                                |                    |                    |                    |                    |                    |                    |
| Weltmeisterschaft                          | nicht ausgetragen              | nicht ausgetragen              | nicht ausgetragen              | nicht ausgetragen              | nicht ausgetragen              | nicht ausgetragen              | nicht ausgetragen              | nicht ausgetragen              | nicht ausgetragen              | nicht ausgetragen              | nicht ausgetragen              | nicht ausgetragen              | nicht ausgetragen              | nicht ausgetragen              | nicht ausgetragen  | nicht ausgetragen  | nicht ausgetragen  | nicht ausgetragen  | n/t                | VF                 |
| Champion of Champions                      | nicht ausgetragen              | nicht ausgetragen              | nicht ausgetragen              | nicht ausgetragen              | nicht ausgetragen              | nicht ausgetragen              | nicht ausgetragen              | nicht ausgetragen              | nicht ausgetragen              | nicht ausgetragen              | nicht ausgetragen              | nicht ausgetragen              | nicht ausgetragen              | nicht ausgetragen              | nicht ausgetragen  | nicht ausgetragen  | nicht ausgetragen  | nicht ausgetragen  | n/t                | F                  |
| Karrierestatistiken                        |                                |                                |                                |                                |                                |                                |                                |                                |                                |                                |                                |                                |                                |                                |                    |                    |                    |                    |                    |                    |
| Jahresendplatzierung                       | unbekannt                      | unbekannt                      | 19                             | 6                              | 7                              | 14                             | 12                             | 17                             | 8                              | 5                              | 12                             | 27                             | 42                             | 65                             | 19                 | 12                 | 93                 | 76                 | –                  | 17                 |
| Verband                                    | Professional Darts Corporation | Professional Darts Corporation | Professional Darts Corporation | Professional Darts Corporation | Professional Darts Corporation | Professional Darts Corporation | Professional Darts Corporation | Professional Darts Corporation | Professional Darts Corporation | Professional Darts Corporation | Professional Darts Corporation | Professional Darts Corporation | Professional Darts Corporation | Professional Darts Corporation | BDO                | BDO                | PDC                | PDC                | PDC                | WSDT               |

| Legende zu den Turnierergebnissen | Legende zu den Turnierergebnissen | Legende zu den Turnierergebnissen | Legende zu den Turnierergebnissen | Legende zu den Turnierergebnissen | Legende zu den Turnierergebnissen | Legende zu den Turnierergebnissen | Legende zu den Turnierergebnissen | Legende zu den Turnierergebnissen | Legende zu den Turnierergebnissen |
| --------------------------------- | --------------------------------- | --------------------------------- | --------------------------------- | --------------------------------- | --------------------------------- | --------------------------------- | --------------------------------- | --------------------------------- | --------------------------------- |
| n/t                               | nicht teilgenommen                | n/q                               | nicht qualifiziert                | n/a                               | nicht ausgetragen                 | #R                                | Aus in jeweiliger Runde           | GP                                | Aus in der Gruppenphase           |
| AF                                | Achtelfinalist                    | VF                                | Viertelfinalist                   | HF                                | Halbfinalist                      | F                                 | Turnierfinalist                   | S                                 | Turniersieger                     |

## Weltmeisterschaftsresultate

### PDC
- 2005: Viertelfinale (1:5-Niederlage gegen  Bob Anderson)
- 2006: 3. Runde (0:4-Niederlage gegen  Phil Taylor)
- 2007: Halbfinale (0:6-Niederlage gegen  Phil Taylor)
- 2008: 2. Runde (1:4-Niederlage gegen  Alex Roy)
- 2009: 3. Runde (1:4-Niederlage gegen  Jelle Klaasen)
- 2010: 3. Runde (3:4-Niederlage gegen  James Wade)
- 2011: 2. Runde (0:4-Niederlage gegen  Robert Thornton)
- 2012: Finale (3:7-Niederlage gegen  Adrian Lewis)
- 2013: Viertelfinale (0:5-Niederlage gegen  Phil Taylor)
- 2014: 2. Runde (1:4-Niederlage gegen  Richie Burnett)
- 2015: 3. Runde (0:4-Niederlage gegen  Peter Wright)
- 2016: 1. Runde (2:3-Niederlage gegen  Joe Murnan)
- 2021:  1. Runde (1:3-Niederlage gegen  Nico Kurz)

### BDO
- 2019: Vorrunde (0:3-Niederlage gegen  David Cameron)
- 2020: Achtelfinale (1:4-Niederlage gegen  Wayne Warren)

### WSDT
- 2024: Viertelfinale (1:3-Niederlage gegen  John Henderson)

## Titel

### PDC
- Pro Tour
  - Players Championships:
    - Players Championships 2007: 2

  - UK Open Qualifiers:
    - UK Open Qualifiers 2006/07: 8
    - UK Open Qualifiers 2014: 1
- Secondary Tour Events
  - PDC Challenge Tour
    - PDC Challenge Tour 2022: 24

### Andere
- 2008: Antwerp Open, Coventry Open
- 2009: LPKD Spring Open
- 2010: Coronation Hotel 500, Tamworth Open, Cotgrave Open